# مارك فيدوكا
مارك أنتوني فيدوكا (بالإنجليزية: Mark Viduka)‏، من مواليد 9 أكتوبر 1975 في ملبورن في أستراليا، لاعب كرة قدم أسترالي من أصل كرواتي وأوكراني.
بدأ مسيرته الكروية مع نادي ملبورن نايتس في عام 1993، ولعب معهم حتى عام 1995، وشارك معهم في 48 مباراة وسجل 40 هدف، وفي عام 1995 انتقل إلى نادي كرواتيا زغرب الكرواتي، ولعب معهم حتى عام 1998، وشارك معهم في 82 مباراة وسجل 40 هدف، وفي عام 1998 انتقل إلى نادي سيلتك الإسكتلندي، ولعب معهم حتى عام 2000، وشارك معهم في 37 مباراة وسجل 30 هدف، وفي عام 2000 انتقل إلى نادي ليدز يونايتد الإنجليزي، ولعب معهم حتى عام 2004، وشارك معهم في 130 مباراة وسجل 59 هدف، ثم انتقل في عام 2004 إلى نادي ميدلزبره الإنجليزي، ولعب معهم حتى عام 2007، ومنذ عام 2007 وهو يلعب في نادي نيوكاسل، ويرتدي القميص رقم 9
و قد بدأ باللعب مع منتخب أستراليا لكرة القدم في عام 1994.

## كأس آسيا 2007
و قد سجل هدف في مرمى منتخب العراق لكرة القدم، وبعدها سجل هدفين في مرمى منتخب تايلند لكرة القدم وساعد فريقه للتأهل إلى الدور الربع نهائي.

## روابط خارجية
- مارك فيدوكا على موقع الاتحاد الدولي (مؤرشف)  (الإنجليزية)
- مارك فيدوكا على موقع قاعدة بيانات كرة القدم.إي يو (الإنجليزية)
- مارك فيدوكا على موقع ليكيب (الفرنسية)
- مارك فيدوكا على موقع ناشيونال فوتبول تيمز (الإنجليزية)
- مارك فيدوكا على موقع Soccerbase.com (لاعب) (الإنجليزية)
- مارك فيدوكا على موقع Soccerway.com (الإنجليزية)
- مارك فيدوكا على موقع عالم كرة القدم.نت (الإنجليزية)
- مارك فيدوكا على موقع كووورة
- مارك فيدوكا على موقع أوليمبيديا (الإنجليزية)
- مارك فيدوكا على موقع اللجنة الأولمبية الأسترالية (الإنجليزية)